# ラブメッセージ
「ラブメッセージ」は、岡村靖幸の29枚目のシングル。
2015年9月2日にV4 Recordより発売された。

## 概要
本作には「モン・シロ」以来11年振りに収録曲のインストゥルメンタルを収録。

## 収録曲
全作詞・作曲・編曲：岡村靖幸
1. ラブメッセージ
映画『みんな!エスパーだよ!』主題歌。
2. ヘアー
3. ラブメッセージ インストゥルメンタル
中国放送（RCCテレビ）『イマナマ!』オープニングテーマ（エンディングでも使用した時期あり）
4. ヘアー インストゥルメンタル